# Eleccions al Consell Insular de Menorca de 2019
Les eleccions al Consell Insular de Menorca de 2019 van ser les quartes eleccions al Consell Insular de Menorca i es van celebrar el 26 de maig de 2019. Les eleccions foren simultànies a les eleccions al Parlament de les Illes Balears de 2019 i les eleccions municipals espanyoles de 2019.
Tot i que el Partit Popular va ser el partit més votat, la majoria d'esquerres encapçalada pel PSOE amb el suport de Més per Menorca i Podem-EUIB va arribar a un acord de govern on la candidata socialista, Susana Mora Humbert, revalidaria el càrrec de Presidenta del Consell de Menorca que ja duia des de 2017. Contra tot pronòstic, atenent als resultats en les eleccions generals a l'illa, Vox no va aconseguir entrar al Consell.

## Candidatures
Totes les candidatures van ser presentades a la Junta Electoral Central escaient i aprovades. A més, van ser publicades al Butlletí Oficial de les Illes Balears (BOIB).
| Candidatura | Candidatura                                        | Cap de llista                   |
| ----------- | -------------------------------------------------- | ------------------------------- |
|             | Partit Popular (PP)                                | Misericòrdia Sugrañes Barenys   |
|             | Partit Socialista de les Illes Balears (PSIB-PSOE) | Susana Mora Humbert             |
|             | Podem-Esquerra Unida (PODEM-EUIB)                  | Cristina Gómez Estévez          |
|             | Més per Menorca (MxMe)                             | Maite Salord Ripoll             |
|             | Proposta per les Illes (PI)                        | Miquel Ponsetí Servera          |
|             | Vox-Actua Baleares (Vox)                           | Antoni Camps Casasnovas         |
|             | Ciutadans - Partit de la Ciutadania (Cs)           | José Felipe Negrete Caballero   |
|             | Projecte Liberal Espanyol (P.LI.E)                 | Dionísio Jerónimo Tobajas Núñez |
|             | Actúa (PACT)                                       | Juan Miguel Salord Sastre       |

## Resultats
|                                            |                                                         |        |       |        |     |  |
| Partit                                     | Partit                                                  | Vots   | %     | Escons | +/– |  |
|                                            | Partit Popular (PP)                                     | 11.176 | 28,64 | 4      | 1   |  |
|                                            | Partit Socialista de les Illes Balears (PSIB–PSOE)      | 10.410 | 26,68 | 4      | 1   |  |
|                                            | Més per Menorca (MxMe)                                  | 6.953  | 17,82 | 3      | =   |  |
|                                            | Podem-Esquerra de Menorca-Esquerra Unida (Unides Podem) | 4.307  | 11,04 | 1      | 1   |  |
|                                            | Ciutadans - Partit de la Ciutadania (Cs)                | 3.357  | 8,60  | 1      | 1   |  |
|                                            |                                                         |        |       |        |     |  |
|                                            | Proposta per les Illes (El PI)                          | 1.062  | 2,72  | 0      | =   |  |
|                                            | Vox-Actua Baleares (VOX)                                | 1.053  | 2,70  | 0      | Nou |  |
|                                            | Actúa                                                   | 165    | 0,42  | 0      | Nou |  |
|                                            | Projecte Liberal Espanyol (PLIE)                        | 58     | 0,15  | 0      | Nou |  |
| Total                                      | Total                                                   | 38.541 | n/a   | 13     | =   |  |
|                                            |                                                         |        |       |        |     |  |
| Vots vàlids                                | Vots vàlids                                             | 39.025 | n/a   |        |     |  |
| Vots nuls                                  | Vots nuls                                               | 407    | 1,03  |        |     |  |
| Participació                               | Participació                                            | 39.432 | 58,02 |        |     |  |
| Cens                                       | Cens                                                    | 67.957 |       |        |     |  |
| Font: Junta Electoral de les Illes Balears |                                                         |        |       |        |     |  |

### Consellers electes
| PP | PSIB                                                                                           | MxMe                                                                           | Unides Podem              | Cs                               |
| 1. Misericòrdia Sugrañes Barenys 2. Carlos Salgado Saborido 3. Carmen Reynés Calvache 4. Adolfo Vilafranca Florit | 1. Susana Mora Humbert 2. Miquel Company Pons 3. Bàrbara Torrent Bagur 4. José Pastrana Huguet | 1. Maite Salord Ripoll 2. Miquel Àngel Maria Ballester 3. Francesca Gomis Luís | 1. Cristina Gómez Estévez | 1. José Felipe Negrete Caballero |